# 고속어뢰정

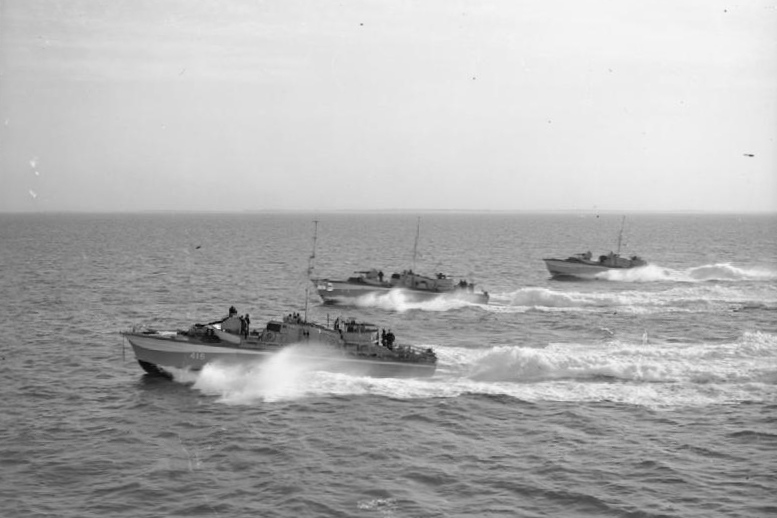
노르망디 상륙 작전에서 적습에 대비하기 위해 사용된 고속 어뢰정

고속어뢰정(高速魚雷艇, motor tolpedo boat; MTB)은 미국 해군, 영국 해군, 캐나다 해군, 노르웨이 해군에서 사용된 어뢰정의 호칭이다.

## 같이 보기
- 에스보트
- 어그리먼트 작전